# Kollo (Cameroun)
Pour les articles homonymes, voir Kollo (homonymie).
Kollo encore intitulé Kollo-Mandouka ou Kolo-Mandouka, est un village de la Région du Littoral au Cameroun, situé dans la commune de Bonaléa

## Population et développement
En 1967, la population de Kollo était de 292 habitants, essentiellement des Bankon (Abo). Elle était de 24 habitants dont 11 hommes et 13 femmes, lors du recensement de 2005.